# النقيب (فلسطين)

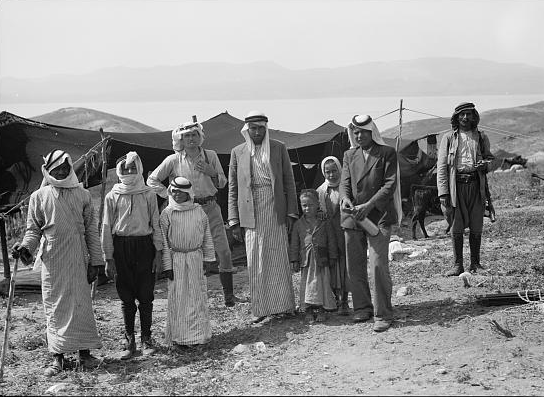
قرية النقيب في فلسطين عام 1939

النقيب، قرية فلسطينية تبعد 10 كيلومتراً شرق مدينة طبريا و تطل على ساحل بحيرة طبريا الشرقي. دمرت القرية في نكبة عام 1948 وشرّد أهلها العرب.

## القرية قبل النكبة
الموقع
تقع النقيب على شاطئ بحيرة طبريا الشرقي على انخفاض 200 م دون مستوى سطح البحر. وتحدّها هضبة الجولان من الشرق. تمتد القرية بصورة عامة من الشمال إلى الجنوب على امتداد شاطئ البحيرة وامتداد الحافة الغربية لهضبة الجولان.تحيط بالقرية أراضي طبريا وأراضي قرية السمرا، والأراضي السورية، وتبلغ مساحة أراضيها 13010 دونمًا؛ بحيث 75.7% من أراضيها محتلّة من قبل الاحتلال الصهيويني؛ أي ما يقارب 9,851 دونماً.
كان يَسكنُ في النقيب 103 نسمات في عام 1922، وارتفع العدد إلى 287 نسمةً في عام 1931 و630 نسمة في عام 1945.
لم يكن في القرية أي نوع من الخدمات؛ وكان اعتماد اقتصادها على تربية المواشي وزراعة الحبوب والخضراوات.

## أصل تسمية القرية
سُميّت القرية بالنقيب نسبة إلى موطن سكانها الأصلي؛ الذين جاءوا من النقب.

## الأماكن الأثرية
تعد القرية ذات موقع أثري يحتوي على قلعة الحصن سوسيتا (هيبوس) في الشرق والتي كانت تقوم عليها مدينة هيبوس بمعنى الحصان في العهد اليوناني، وقرية جرجوسا الأثرية التي يقال لها (كرس) لوجود الكرسي الذي جلس عليه المسيح حين اجتمع مع حوارييه ليرسلهم إلى النواحي المختلفة من فلسطين. بالإضافة إلى مجموعة من الخرب التي تحتوي على أنقاض مدينة قديمة وعقود وصهاريج وكنيسة ومدافن.

## النكبة
سقطت القرية في يد الصهاينة في 15 أيار 1948، وشُرّد سكانها ودمّرت.
أقام الصهاينة كيبوتس «عين غيف» على بعد 1.5 كم جنوب القرية الذي استوطنه مهاجرون من أوروبا الشرقية والبلطيق، وقد بلغ عدد سكانه 560 نسمة في عام 1950 ثم انخفض العدد إلى قرابة 300 نسمة في عام 1970.

## وصلات خارجية
- خرائط تفصيلية للمحافظة
- نظرة من القمر الصناعي إلى البلدة
- خارطة البلدة عن طريق ماب كويست
- النقيب ترحب بكم